# 木村晃之助
木村 晃之助（きむら こうのすけ、本名：小島 俊明（こじま としあき）、1965年4月21日 - ）は大相撲の三役格行司である。九重部屋所属。血液型はO型。

## 人物
岩手県一関市出身。
1981年3月、木村俊明の名で初土俵。その後、晃之助に改名。
歴代の行司と比べても三本の指に入るほど、立合いには滅法厳しく、手をつかない力士に何度も手つきを促す様子が窺える。
時間いっぱいでの立合い前の姿勢は、他の行司と違い左足を前に出し、右足を後ろにして構えるという独特の所作を持っている。
甲高く、リズミカルでテンポのよい、鋭い掛け声が特徴であるが、一時期はゆっくりとした掛け声もあった。十両格の時は高い声も出していて、独特の印象であった。土俵上の動きもキビキビとしており、勝負がつきそうになると軍配を返し、体勢を低くし見極める姿勢をとる。
2018年9月27日の理事会で、12月25日付で三役格に昇格することが決定した。
本場所ではピンクや朱など、赤系統の装束をよく着ているが、青や緑や銀の装束も所持しており、巡業や本場所で着ることもある。2019年2月10日に開催された日本大相撲トーナメントでは、銀の装束も着ていた。

## エピソード
- 北の富士勝昭に巡業で勧誘されたのが入門のきっかけであった。
- 2013年9月場所10日目、前頭8枚目嘉風 - 同14枚目常幸龍戦で、常幸龍が右から小手投げを打ち嘉風を横転させた際、嘉風の左足が晃之助の顔を直撃し、東の二字口付近に倒れ口の中を負傷した。晃之助は手で口を押さえながらも気丈に常幸龍に軍配を挙げ、勝ち名乗りを上げた。晃之助は同場所5日目、前頭14枚目舛ノ山 - 同9枚目琴勇輝戦でも転倒しており、2度目のアクシデントだった。
- 2014年1月場所4日目、前頭13枚目時天空慶晃 - 同9枚目佐田の富士の取組で、取り組み中の佐田の富士のまわしの結び目が解けるハプニングが発生した。一度勝負を止めて締めなおしたものの、再び解けてしまい2度目の廻し待ったとなった際には土俵下の勝負審判の指示を受けた嘉風が締め直しを手伝うために土俵に上がり、土俵上に力士が3人という珍事になった。晃之助は「関取に手伝っていただくことはできない。私は進行係だから」としてこれを断り、嘉風は控えへと戻っていったが、結局勝負が決した際には再び佐田の富士のまわしが緩んでいた[2]。
- 東京場所では、十両格に昇進した際に両親から贈られた秀衡塗の軍配を主に使用している。
- 2019年1月場所3日目、三役格に昇進後初めてとなる横綱白鵬の土俵入りを務めた。しかし、自身が土俵に上がる際に徳俵につまづき、草履が片方脱げるというハプニングが発生。そのまま土俵入りを務め、土俵から降りて花道に戻る際に呼出に草履を足元に置かれると、滅多に見せない笑顔で礼をしていた。
- 2019年1月場所13日目、輝-嘉風戦で、嘉風が立ち合いで立った瞬間に力を抜き、嘉風は待ったを主張したが、晃之助はそのまま声を出し取組を進行させたため、輝は戸惑いながらも嘉風を押し出し、輝に軍配が上がったが、その一番は勝負審判の意向で取り直しとなった。取り直しの一番も、輝が勝利した。立ち合いに厳しい晃之助がこれを止めなかったのは極めて珍しい事と言える。
- 大相撲令和元年5月場所では、久々に幕内土俵入りの先導を何度か務めた。これは横綱白鵬の休場によるもので、横綱鶴竜が横綱として一人で出場し、鶴竜の土俵入りを41代式守伊之助のみが15日間務めなければならないため、三役格行司の土俵入りの仕事がなくなるのを防ぐためである。
- 大相撲令和4年7月場所13日目、新型コロナウイルスにより休場力士が多くなった影響で、担当の2番がいずれも不戦勝となり、実際に取組を裁くことなく不戦勝の勝ち名乗りを与えただけで1日が終わった。
- 大相撲令和5年3月場所千秋楽、東関脇霧馬山 - 東小結大栄翔の優勝決定戦を裁いた。

## 略歴
- 1981年3月 木村俊明の名で初土俵
- 1981年7月 序ノ口格として番付に初掲載
- 1983年1月 序二段格昇進
- 1985年1月 三段目格昇進
- 1985年3月 木村晃之助に改名
- 1990年1月 幕下格昇進
- 1998年1月 十両格昇進
- 2008年1月 幕内格昇進
- 2019年1月 三役格昇進